# Good Boys... When They're Asleep
Good Boys... When They're Asleep é a segunda coletânea musical da banda The Faces, lançado em 1999.

## Faixas
1. "Flying" (R. Lane-R. Stewart-R. Wood)
2. "Three Button Hand Me Down" (I. McLagan-R. Stewart)
3. "The Wicked Messenger" (B. Dylan)
4. "Sweet Lady Mary" (R. Lane-R. Stewart-R. Wood)
5. "Bad 'N' Ruin" (I. McLagan-R. Stewart)
6. "Had Me A Real Good Time" (R. Lane-R. Stewart-R. Wood)
7. "Debris" (R. Lane)
8. "Miss Judy's Farm" (R. Stewart-R. Wood)
9. "You're So Rude" (R. Lane-I. McLagan)
10. "Too Bad" (R. Stewart-R. Wood)
11. "Love Lives Here" (R. Lane-R. Stewart-R. Wood)
12. "Stay With Me" (R. Stewart-R. Wood)
13. "Cindy Incidentally" (I. McLagan-R. Stewart-R. Wood)
14. "Glad And Sorry" (R. Lane)
15. "Borstal Boys" (I. McLagan-R. Stewart-R. Wood)
16. "Ooh La La" (R. Lane-R. Wood)
17. "Pool Hall Richard" (R. Stewart-R. Wood)
18. "You Can Make Me Dance, Sing or Anything" (K. Jones-I. McLagan-R. Stewart-R. Wood-T. Yamauchi)
19. "Open To Ideas" (I. McLagan-R. Stewart-R. Wood)

## Integrantes e outras participações
- Kenny Jones – Bateria
- Ronnie Lane – Baixo/Guitarra/Vocal/Tamborin
- Ian McLagan – Piano/Órgão/Harmônicos/Clarinete
- Rod Stewart – Vocal
- Ron Wood – Guitarra/Baixo/Vocal/Harmônicos
- Tetsu Yamauchi – Baixo